# قائمة معارك الحرب العالمية الأولى
فيما يلي قائمة بمعارك الحرب العالمية الأولى.

## معركة أميان
معركة أميان (8-11 أغسطس 1918) تميزت أميان ببداية سلسلة من نجاحات الحلفاء الهجومية على الجبهة الغربية والتي أدت إلى انهيار الجيش الألماني ونهاية الحرب.

## معركة كامبريه
معركة كامبريه (20 نوفمبر - 5 ديسمبر 1917) كان كامبريه هو الهجوم البريطاني على الجبهة الغربية والذي كان أول استخدام فعال للدبابات في الحرب.
معركة كامبريه (27 سبتمبر - 11 أكتوبر 1918) معركة كامبريه الثانية إحدى معارك «المائة يوم» وكانت واحدة من أكثر العروض المثيرة للإعجاب التي قامت بها القوات الكندية خلال الحرب.

## معركة كابوريتو
معركة كابوريتو (24 أكتوبر - 19 ديسمبر 1917) كانت معركة 12th من Isonzo كارثة عسكرية إيطالية التي أدت إلى انهيار قريب من الجيش الإيطالي بأكمله.

## معركة دوغر
معركة دوغر (24 يناير 1915) أدى الانتصار البريطاني في دوغر إلى تأخير حركة الأسطول الألماني لأكثر من عام.

## حملة جاليبولي
حملة جاليبولي (19 فبراير 1915 - 9 يناير 1916) سيتم تذكر العملية الأنجلو-فرنسية في جاليبولي بشكل أساسي لمساهمة قوات فيلق الجيش الأسترالي والنيوزيلندي (ANZAC).

## معركة إيسونزو
معركة إيسونزو (23 يونيو 1915 - 24 أكتوبر 1917) كانت إحدى عشرة معركة بين النمسا وإيطاليا على نهر إيسونزو غير حاسمة إلى حد كبير ، ولكن تدخل الجيش الألماني في معركة كابوريتو هزم الجيش الإيطالي.

## هجوم يونيو
هجوم يونيو (من 1 يوليو 1917 إلى 4 يوليو 1917) تم إطلاق هجوم يونيو الروسي في يونيو وفقًا للتقويم اليولياني ، وانهار تمامًا بمجرد أن بدأ.

## معركة يوتلاند
معركة يوتلاند (31 مايو - 1 يونيو 1916) كان يوتلاند اللقاء الرئيسي الوحيد بين أساطيل المعارك البريطانية والألمانية الرئيسية.

## معركة مارن الأولى
معركة مارن الأولى (6-12 سبتمبر 1914) راقب الفرنسيون التقدم الألماني الضخم في معركة مارن الأولى ، وأحبطوا الخطط الألمانية لتحقيق نصر سريع وشامل على الجبهة الغربية.

## معركة المارن الثانية
معركة المارن الثانية (15-18 يوليو 1918) شكلت معركة المارن الثانية آخر هجوم ألماني كبير للحرب العالمية الأولى.

## معارك أرجون
معارك أرجون (26 سبتمبر - 11 نوفمبر 1918) نقلت معارك أرجون جيوش الحلفاء إلى الحدود الألمانية.
معركة لوستك (4-6 يونيو 1916) انتصر الجيش الروسي بقيادة أليكسي كالدين علي الجيش النمساوي المجري.

## معركة مونس
معركة مونس (23 أغسطس 1914) أجبر النصر الألماني في مونس قوة المشاة البريطانية على التراجع الذي لم يتم التحقق منه حتى معركة المارن الأولى.
معركة مونس (11 نوفمبر 1918) في اليوم الأخير من الحرب ، استولت القوات الكندية على مونس ، وهي بلدة كانت تحت الاحتلال الألماني منذ الشهر الأول للحرب.

## معركة باسكيندايل
معركة باسكيندايل (31 يوليو - 6 نوفمبر 1917) تُعرف Passchendaele أيضًا باسم «معركة إبرس الثالثة» ، والتي أصبحت رمزية للمذبحة الطائشة في الجبهة الغربية.

## معركة السوم الأولى
معركة السوم الأولى (1 يوليو - 13 نوفمبر 1916) قُتل حوالي 20.000 رجل في يوم واحد في معركة السوم الأولى .

## معركة السوم الثانية
معركة السوم الثانية (21 مارس - 5 أبريل 1918) كان الهجوم الألماني في معركة السوم الثانية ناجحًا على المستوى التكتيكي ، لكنه افتقر إلى سياق استراتيجي أوسع.

## حادثة ساسكس
حادثة ساسكس (24 مارس 1916) أدى غرق سفينة باخرة ركاب فرنسية ساسكس إلى تعليق ممارسة ألمانيا للحرب البحرية غير المقيدة.

## معركة فردان
معركة فردان (21 فبراير - 18 ديسمبر 1916) في فردان قام الفرنسيون بفحص هجوم ألماني كبير في واحدة من أطول المعارك دموية في الحرب.

## معركة يبريس الأولى
معركة يبريس الأولى (19 أكتوبر - 22 نوفمبر 1914) كانت معركة يبريس الأولى بمثابة نهاية «السباق نحو البحر» وبداية حرب الخنادق على الجبهة الغربية.